# AC Hemptinne-Eghezée
AC Hemptinne-Eghezée was een Belgische voetbalclub uit Éghezée. De club was aangesloten bij de KBVB met stamnummer 4286. De club speelde in zijn geschiedenis een decennium in de nationale reeksen.

## Geschiedenis
Reeds op 19 oktober 1927 sloot in Hemptinne een club zich aan bij de Belgische Voetbalbond, namelijk Entente Hemptinne, met stamnummer 1105. Zes jaar later verdween deze club alweer. Een nieuwe club werd opgericht in het dorp, Racing Club Hemptinne. Op het einde van de Tweede Wereldoorlog, in augustus 1945, fusioneerde men met Branchon en Boneffe en men sloot zich aan bij de Belgische Voetbalbond als Alliance Sportive Hemptinne (AS Hemptinne) met stamnummer 4286. De club bleef de volgende decennia in de provinciale reeksen spelen en klom er langzaam op.
In 1984 bereikte de club voor het eerst de nationale reeksen. De club kwam er in Vierde Klasse terecht in dezelfde reeks als SC Éghezée, dat al een paar seizoen op dit niveau had gespeeld. Hemptinne werd in dit eerste seizoen voorlaatste in zijn reeks en degradeerde meteen weer naar Eerste Provinciale. De club kreeg met Louis Gemine een nieuwe voorzitter, die de club verder wilde uitbouwen.
Na vier jaar provinciaal voetbal promoveerde men in 1989 opnieuw naar Vierde Klasse, waar SC Eghezée nog steeds speelde. Ditmaal wist AS Hemptinne zich wel te handhaven en eindigde zelfs op een vierde plaats in zijn reeks. Een jaar later, in 1990/91, deed de club het nog beter en eindigde er op een gedeelde tweede plaats met RCS Brainois. In Hemptinne ontbrak echter de infrastructuur om veel hoger te mikken. Men vond een oplossing bij het nabijgelegen SC Eghezée. Deze club had wel infrastructuur, maar degradeerde dit seizoen. Beide clubs besloten samen te gaan tot AC Hemptinne-Eghezée in 1991. De fusieclub speelde verder in Vierde Klasse met stamnummer 4286.
In 1991/92, het eerste seizoen als fusieclub, werd AC Hemptinne-Eghezée meteen reekswinnaar. Voor het eerst stootte de club zo door naar Derde Klasse. Het eerste seizoen in Derde Klasse verliep moeizaam. Men eindigde als laatste en zakte na een jaar terug naar Vierde Klasse. Het volgend seizoen werd ACHE meteen weer kampioen in Vierde Klasse en de club promoveerde nogmaals naar Derde Klasse. Ditmaal kon men zich daar wel handhaven.
AC Hemptinne-Eghezée speelde verschillende seizoenen als middenmoter, tot men in 1998 op een voorlaatste plaats, een degradatieplaats eindigde. De club had het financieel moeilijk en zou niet meer degraderen, maar staakte de activiteiten.
In 1999 werd in Hemptinne een nieuwe club opgericht, Renaissance Sportive Hemptinne, dat zich bij de KBVB aansloot met stamnummer 9342 en in de laagste provinciale reeksen van start ging.

## Resultaten
| Seizoen                  | Klasse | Klasse | Klasse | Klasse | Klasse | Klasse | Klasse | Klasse | Klasse | Reeks             | Punten | Opmerkingen |
|                          | I      | I      | II     | III    | IV     | P.I    | P.II   | P.III  | P.III  |                   |        |             |
| ------------------------ | ------ | ------ | ------ | ------ | ------ | ------ | ------ | ------ | ------ | ----------------- | ------ | ----------- |
| Als AS Hemptinne         |        |        |        |        |        |        |        |        |        |                   |        |             |
| 1983/84                  |        |        |        |        |        | 1      |        |        |        | Eerste Prov. Nam. | ?      |             |
| 1984/85                  |        |        |        |        | 15     |        |        |        |        | Vierde Klasse D   | 17     |             |
| 1985/86                  |        |        |        |        |        | ?      |        |        |        | Eerste Prov. Nam. | ?      |             |
| 1986/87                  |        |        |        |        |        | ?      |        |        |        | Eerste Prov. Nam. | ?      |             |
| 1987/88                  |        |        |        |        |        | ?      |        |        |        | Eerste Prov. Nam. | ?      |             |
| 1988/89                  |        |        |        |        |        | ?      |        |        |        | Eerste Prov. Nam. | ?      |             |
| 1989/90                  |        |        |        |        | 4      |        |        |        |        | Vierde Klasse D   | 38     |             |
| 1990/91                  |        |        |        |        | 3      |        |        |        |        | Vierde Klasse C   | 41     |             |
| Als AC Hemptinne-Eghezée |        |        |        |        |        |        |        |        |        |                   |        |             |
| 1991/92                  |        |        |        |        | 1      |        |        |        |        | Vierde Klasse D   | 44     |             |
| 1992/93                  |        |        |        | 16     |        |        |        |        |        | Derde Klasse A    | 18     |             |
| 1993/94                  |        |        |        |        | 1      |        |        |        |        | Vierde Klasse D   | 44     |             |
| 1994/95                  |        |        |        | 6      |        |        |        |        |        | Derde Klasse B    | 33     |             |
| 1995/96                  |        |        |        | 12     |        |        |        |        |        | Derde Klasse A    | 38     |             |
| 1996/97                  |        |        |        | 12     |        |        |        |        |        | Derde Klasse A    | 34     |             |
| 1997/98                  |        |        |        | 15     |        |        |        |        |        | Derde Klasse A    | 23     |             |

## Bekende spelers
- Serge Kimoni
- Serge Sironval
- Ibrahim Tankary